# Syzygium schlechterianum
Syzygium schlechterianum là một loài thực vật có hoa trong Họ Đào kim nương. Loài này được Hochr. miêu tả khoa học đầu tiên năm 1910.